# Dennis Daugaard
Dennis M. Daugaard (født 11. juni 1953) er en amerikansk politiker. Han var den 32. guvernør i den delstaten South Dakota fra 2011 indtil 2019. Han er medlem af det Republikanske parti.
Han var viceguvernør i South Dakota fra 2003 til 2011 under Mike Rounds. 8. januar 2011 overtog Daugaard embedet som guvernør efter Rounds. Han besejrede sin demokratiske modkandidat Scott Heidepriem med 61.5% ved guvernørvalget i november 2010.
Bedsteforældrene var skandinaver, men flyttede i 1911 til USA, South Dakota. Daugaards forældre var begge født døve. 